# Schildts & Söderströms
Schildts & Söderströms är ett finländskt bokförlag, som bildades i februari 2012 genom en fusion mellan Schildts Förlags Ab och Söderström & Co.
Förlaget har sitt säte i Helsingfors. Dess första verkställande direktör var Barbro Teir till och med februari 2014. Hon efterträddes av Mari Koli (född 1964).

## Förlagets författare
Förlaget har gett ut böcker av ledande finlandssvenska författaresåsom:
- Staffan Bruun
- Eva-Stina Byggmästar
- Bo Carpelan († 2011)
- Claes Andersson († 2019)
- Jörn Donner († 2020)
- Ulla Donner
- Karin Erlandsson
- Tua Forsström
- Eva Frantz
- Lars Huldén († 2016)
- Malin Klingenberg
- Ulla-Lena Lundberg
- Merete Mazzarella
- Peter Sandström
- Sanna Tahvanainen
- Sofia Torvalds
- Märta Tikkanen
- Maria Turtschaninoff
- Kjell Westö
- Robert Åsbacka